# Zabijcie czarną owcę
Zabijcie czarną owcę (en polonès, Mata les ovelles negres) és una pel·lícula dramàtica polonesa del 1972 dirigida per Jerzy Passendorfer amb un guió basat en una narració de Ryszard Kłyś.

## Sinopsi
Tymon ha passat gairebé tota la seva infància i joventut en orfenats i reformatoris juvenils, dels quals s'escapa. Durant una de les fugides, es troba amb algú important i sota la seva influència decideix canviar la seva vida. Treballa a un lloc de construcció, i obtñe una bona reputació amb col·legues i superiors. Experimenta el seu primer amor, però en ajudar ajudar a un company torna a embolicar-se de nou amb la llei.

## Repartiment
- Marek Frąckowiak − Tymon
- Ewa Adamska − Ania
- Anna Seniuk − mare de Tymon
- Bogusz Bilewski − szuler
- Bolesław Idziak − major
- Tadeusz Janczar − patrastre
- Ireneusz Karamon − Antoś
- Janusz Kłosiński − avi Tyfuśnik
- Andrzej Krasicki − psyiquiatra
- Marian Łącz − szuler
- Leon Niemczyk − enginyer Carbonero
- Janusz Bukowski − enginyer Bednarski
- Michał Szewczyk − Złotko
- Paweł Unrug

## Reconeixements
Fou exhibit com a part de la selecció oficial al Festival Internacional de Cinema de Sant Sebastià 1972 en la qual fou guardonada amb el Premi OCIC.